# Шарпи, Татьяна
Татьяна Шарпи (англ. Tatyana Sharpee) — американский нейробиолог. Она является профессором Института биологических исследований Солка, где возглавляет исследовательскую группу в лаборатории вычислительной нейробиологии при поддержке кафедры нейробиологии Эдвина Хантера. Она также является адъюнкт-профессором кафедры физики Калифорнийского университета в Сан-Диего. В 2019 году она была избрана членом Американского физического общества.

## Ранние годы и образование
Шарпи интересовалась наукой с детства, и её в этом поощрял дедушка. Она получила степень бакалавра в Киевском национальном университете имени Тараса Шевченко (Украина) и перешла в Университет штата Мичиган, чтобы получить докторскую степень по теоретической физике. После получения докторской степени она работала научным сотрудником Слоана-Шварца в Калифорнийском университете в Сан-Франциско. В 2015 году она получила грант Национального научного фонда (NSF) на изучение избирательности и инвариантности функций в глубоких нейронных архитектурах. Её работа была сосредоточена на изучении того, как наш мозг представляет сложные преобразования одного и того же объекта, чтобы распознать его. Шарпи использует современные алгоритмы глубокого обучения, чтобы понять, где алгоритмы не работают при сложных преобразованиях объектов. Грант NSF также позволил её лаборатории изучить, как работает слуховая система мозга, на основе крупномасштабного моделирования нейронных сетей. Эта последняя работа не только имеет потенциал для улучшения существующей технологии слуховых аппаратов, но также может выявить терапевтические пути для лечения ряда расстройств внимания и психических расстройств, которые зависят от соответствующей системы.

## Карьера и исследования
После аспирантуры Шарпи работала в Калифорнийском университете в Сан-Франциско с 2001 по 2007 год в качестве научного сотрудника Слоана-Шварца, где основная часть её работы была связана с вычислительной нейробиологией. Затем она присоединилась к Калифорнийскому университету в Сан-Диего и Институту Солка в качестве преподавателя и с тех пор работает там, руководя рядом аспирантов по физике, нейробиологии и количественной биологии. В 2018 году Шарпи была избрана членом Американского физического общества за свою работу в области физики.

## Избранные публикации
- Jeanne, J.M., Sharpee, T.O., Gentner, T.Q. Associative learning enhances population coding by inverting interneuronal correlation patterns. (2013) Neuron. 78(2):352-63. DOI: 10.1016/j.neuron.2013.02.023
- Atencio, C.A., Sharpee, T.O., Schreiner, C.E. Cooperative nonlinearities in auditory cortical neurons. (2008) Neuron. 58(6):956-66. DOI: 10.1016/j.neuron.2008.04.026
- Clifford, C.W.G., Webster, M.A., Stanley, G.B., et al. Visual adaptation: Neural, psychological and computational aspects. Vision Research. 2007; 47(25): 3125-3131, https://doi.org/10.1016/j.visres.2007.08.023
- Sharpee, T.O., Sugihara, H., Kurgansky, A.V., Rebrik, S.P., Stryker, M.P., Miller, K.D. Adaptive filtering enhances information transmission in visual cortex. (2006) Nature. 439(7079):936-42. DOI: 10.1038/nature04519
- Sharpee, T., Rust, N.C., Bialek, W. Analyzing neural responses to natural signals: maximally informative dimensions. (2004) Neural Computation. 16(2):223-50. DOI: 10.1162/089976604322742010

## Награды и почести
- Член Американского физического общества (2018)
- Учёный Макнайта (2009)[9]
- Учёный Сирла (2008)[10]
- Слоунская исследовательская стипендия (2008)[11]